# Los Santos
|  | Aquest article tracta sobre el llogaret de Castellfabib. Vegeu-ne altres significats a «Los Santos (desambiguació)». |

Los Santos és un llogaret del municipi de Castellfabib, a la comarca del Racó d'Ademús (País Valencià).
Situat al sud del terme municipal, a la confluència dels rius Ebrón i Túria, a prop del municipi de Torre Baixa. Los Santos és a 784 msnm i el 2011 tenia 105 habitants, i per això és el llogaret més poblat de Castellfabib.
A Los Santos es troba l'ermita de Sant Marc (segles del XVIII al XX), un safareig, així com un molí. En el patrimoni arquitectònic també destaquen el conjunt de corrals, coves-seller i pallers, elements etnològics d'importància.